# Силовая установка
Силовая установка — энергетический комплекс, предназначенный для получения механической энергии и состоящий из двигательной установки и вспомогательного оснащения к ней. 

## Классификация
Силовые установки подразделяются:
- по назначению - на транспортные, передвижные и стационарные[2];

транспортные силовые установки, в свою очередь, бывают автомобильные, тракторные, судовые, авиационные;
- по числу промежуточных элементов между двигателем и потребителем энергии - на простые и сложные[1][2];

В качестве примера простых силовых установок можно привести автомобильные, одновинтовые судовые, однодвигательные авиационные, танковые и т. п. К сложным силовым установкам причисляют многовинтовые судовые, многодвигательные авиационные, ядерные и т. п.
- по видам используемой энергии - на тепловые, ядерные, гидравлические и т. п.[1]

## Примеры
- Силовая установка летательного аппарата включает в себя всю совокупность устройств и систем для создания силы тяги (двигатели, движители, стартовые и полётные ускорители, устройства реверса тяги и т.п.)[3]
- Газотурбинная силовая установка самолёта может включать в себя двигатель, входное и выходное устройство, гондолу (обтекатель), топливную, масляную, пусковую, регулировочную, противопожарную и другие системы[1].
- Корабельная силовая установка может включать в себя главную и вспомогательную энергетические установки корабля, двигатели и движители[1].
- Автомобильная (танковая) силовая установка включает в себя двигатель и обслуживающие его системы: топливную, подачи воздуха, смазки, охлаждения и др.[1]